# Yaohai
Der Stadtbezirk Yaohai (chinesisch 瑶海区, Pinyin Yáohǎi Qū) ist ein Stadtbezirk der bezirksfreien Stadt Hefei in der chinesischen Provinz Anhui. Er hat eine Fläche von 245,8 km² und zählt 1.000.000 Einwohner (Stand: Ende 2018). 

## Administrative Gliederung
Auf Gemeindeebene setzt sich der Stadtbezirk aus dreizehn Straßenvierteln, einer Großgemeinde und einer Gemeinde zusammen. 